# Farkas Mira
Farkas Mira (Budapest, 1991 –) Junior Prima díjas hárfaművész, a dél-koreai Keimyung University Alapítvány ösztöndíjasa.
2005-ben a Bartók Béla Konzervatóriumban Devescovi Erzsébet és Batta Judit növendékeként kezdett a hangszeren tanulni. 2014-ben kitüntetéses diplomával végzett a Zeneakadémián, Vigh Andrea osztályában. Számos hazai és nemzetközi verseny díjazottja. Több alkalommal lépett fel a Gödöllői Nemzetközi Hárfafesztiválon, vendégszerepelt Párizsban, Angliában, valamint zenekarok szólistájaként Magyarországon, Ausztriában, Lengyelországban, Izraelben.

## Díjai, elismerései
- 2014 – Junior Prima díj[1]